# Myzostoma ijimai
Myzostoma ijimai is een ringworm uit de familie Myzostomatidae.
Myzostoma ijimai werd in 1921 voor het eerst wetenschappelijk beschreven door Hara & Okada.